# 七堵二交流道
七堵二交流道位於臺灣基隆市七堵區，為臺灣台62線指標5.7公里處的交流道。僅設置東入西出之兩隻獨立匝道，緊鄰大華系統交流道，於2011年2月1日通車，西向出口匝道設置在5.4K，可通往七堵市區、大華二路，東向入口需在俊賢路（七賢橋附近）才能進入台62線。
|  | 5 七堵二 | 七堵 |

## 簡述
七堵二交流道由大華二路出口匝道及七賢橋入口匝道而成。值得注意的是，由國道一號藉大華系統交流道通往台62線的車輛，無法連接此交流道出口，而此交流道入口也不能連接大華系統交流道通往國道一號。

## 外部連結
- 台62線七堵二交流道示意圖 （页面存档备份，存于）（交通部公路總局）